# 上代淑
上代 淑（かじろ よし、1871年 - 1959年11月）は、日本の教育者。山陽高等女学校（後の山陽学園大学・山陽女子中学校・高等学校（現在の山陽学園中学校・高等学校））の校長を51年間務め、岡山県の女子教育の推進に寄与した人物。岡山市名誉市民。

## 生涯
1871年（明治4年）、伊予松山藩士・上代知新の娘として愛媛県松山市に生まれる。程なくして父である知新が生活の糧を得るために淑を含む家族を連れて大阪に上り、同地で新島襄と出会い、彼より洗礼を受けてキリスト教の信徒（のちに牧師）となったため、これに伴う形で淑もまた洗礼を受け、その縁から自家の近所にあった梅花女学校（現在の梅花学園）にて女子教育を受ける事となった。梅花女学校にて初等・中等と順調に教育を受けた後、成績の優秀より同校に残留して女教師となることを求められ、これに応じて教職に就く。
1889年（明治22年）に基督教系組織としてのつながりにより、求められる形で山陽女学校に赴任。以降、死去するまで同校に関わる事となる。
1893年（明治26年）にマウント・ホリヨーク女学校に留学し科学士号（バチェラー・オブ・サイエンス）を得て1898年（明治31年）に山陽女学校に帰参する。
1908年（明治41年）山陽高等女学校の校長に就任。
1924年（大正13年）叙勲において勲六等瑞宝章を授けられる。
1959年11月　病気により死去。墓所は岡山市東山墓地。